# MY CREW
『MY CREW』（マイ・クルー）は、1984年7月10日に発売された村田和人の通算3作目のスタジオ・アルバム。発売元はALFA MOON Records。

## 背景
村田和人自身による初のセルフ・プロデュース作品。当時ライブを共にしていた村田のバンド・メンバーがレコーディングに参加しており、ライブ感やロック色が強くワイルドな雰囲気のサウンドが強調された。村田によれば、1作目、2作目と山下達郎をはじめ、他のプロデューサーやアレンジャーと仕事をして来て掴んだものがあり、一つづつ自分の感覚で音を重ねてアレンジして行くというやり方なら出来ると思ったという。さらに、自分でやるなら一緒にツアーを巡って来たミュージシャン達を起用した方が自分のやりたいことを分かってくれるだろうと思ったと述べている。まず、レコーディングを始める前に別のスタジオで事前にレコーディングのためのバンドのリハーサルを行い、基本的な音を決めてアレンジをまとめていった。そして、その音をそのままレコーディングのスタジオに持ち込んで録音するというやり方が採られた。村田は山下のプロデューサーとしての手腕から学んだものを生かしながら、音楽制作の仕方も違和感なく進められたと言い、自分でプロデュースすることはそんなに大変なことではなかったと話している。
先行シングル「WEEKEND LOVE」を収録。A-1「WE LOVE YOU」は″オロナミンC″のCMソングに使用された。
B-5「SUMMER VACATION」は竹内まりやとのデュエット・ナンバー。この曲は元々川島なお美のアルバム『シャワーのあとで』への提供曲であったが、当時村田は山下を通じて竹内と会う機会が多く、「今度自分でも歌っちゃおうかなと思って」「あら、いいわね」などと話す内に二人のデュエットが決まったという。なお、デュエット用に詞が書き直されている。
CD再発盤には、アルバム未収録のシングル曲や、同アルバム収録曲の英語バージョン、ライブ・バージョンなどのボーナス・トラックが多数収録された。

## 収録曲

### LP / CT
| 全作曲: 村田和人。 |                        |                    |            |          |      |
| #                  | タイトル               | 作詞               | 作曲・編曲 | 編曲     | 時間 |
| 1.                 | 「WE LOVE YOU」        | 安藤芳彦           | 村田和人   | 村田和人 | 4:24 |
| 2.                 | 「GIMME RAIN」         | 安藤芳彦           | 村田和人   | 村田和人 | 4:15 |
| 3.                 | 「ISLAND」             | 村田和人           | 村田和人   | 村田和人 | 5:24 |
| 4.                 | 「WEEKEND LOVE」       | 村田和人・安藤芳彦 | 村田和人   | 村田和人 | 3:45 |
| 5.                 | 「あの波をつかまえて」 | 安藤芳彦           | 村田和人   | 山下達郎 | 3:54 |

| 全作曲: 村田和人。 |                     |          |            |                    |      |
| #                  | タイトル            | 作詞     | 作曲・編曲 | 編曲               | 時間 |
| 1.                 | 「LAST TRAIN」      | 村田和人 | 村田和人   | 村田和人           | 4:20 |
| 2.                 | 「SEXY PACIFIC」    | 安藤芳彦 | 村田和人   | 山下達郎・村田和人 | 4:31 |
| 3.                 | 「TO-NIGHT」        | 村田和人 | 村田和人   | 村田和人           | 3:21 |
| 4.                 | 「I'M LEAVING YOU」 | 村田和人 | 村田和人   | 村田和人           | 4:43 |
| 5.                 | 「SUMMER VACATION」 | 安藤芳彦 | 村田和人   | 村田和人           | 3:58 |

### CD
| 全作曲: 村田和人。 |                        |                    |            |                    |      |
| #                  | タイトル               | 作詞               | 作曲・編曲 | 編曲               | 時間 |
| 1.                 | 「WE LOVE YOU」        | 安藤芳彦           | 村田和人   | 村田和人           | 4:24 |
| 2.                 | 「GIMME RAIN」         | 安藤芳彦           | 村田和人   | 村田和人           | 4:15 |
| 3.                 | 「ISLAND」             | 村田和人           | 村田和人   | 村田和人           | 5:24 |
| 4.                 | 「WEEKEND LOVE」       | 村田和人・安藤芳彦 | 村田和人   | 村田和人           | 3:45 |
| 5.                 | 「あの波をつかまえて」 | 安藤芳彦           | 村田和人   | 山下達郎           | 3:54 |
| 6.                 | 「LAST TRAIN」         | 村田和人           | 村田和人   | 村田和人           | 4:20 |
| 7.                 | 「SEXY PACIFIC」       | 安藤芳彦           | 村田和人   | 山下達郎・村田和人 | 4:31 |
| 8.                 | 「TO-NIGHT」           | 村田和人           | 村田和人   | 村田和人           | 3:21 |
| 9.                 | 「I'M LEAVING YOU」    | 村田和人           | 村田和人   | 村田和人           | 4:43 |
| 10.                | 「SUMMER VACATION」    | 安藤芳彦           | 村田和人   | 村田和人           | 3:58 |
| 合計時間:          | 合計時間:              | 合計時間:          | 合計時間:  | 42:32              |      |

#### 2006年 / 2023年版 ボーナス・トラック
| #         | タイトル                                                   | 作詞           | 作曲・編曲 | 編曲               | 時間 |
| --------- | ---------------------------------------------------------- | -------------- | ---------- | ------------------ | ---- |
| 11.       | 「UP TO LOVE」                                             | Ralph McCarthy |            | 村田和人           | 4:35 |
| 12.       | 「WE LOVE YOU」(English Version)                           | Ralph McCarthy |            | 村田和人           | 2:42 |
| 13.       | 「ISLAND」(English Version)                                | Ralph McCarthy |            | 村田和人           | 5:39 |
| 14.       | 「MIDSUMMER TABOO」(「あの波をつかまえて」English Version) | Ralph McCarthy |            | 山下達郎           | 2:07 |
| 15.       | 「LAST TRAIN」(English Version)                            | Ralph McCarthy |            | 村田和人           | 3:51 |
| 16.       | 「SEXY PACIFIC」(English Version)                          | Ralph McCarthy |            | 山下達郎・村田和人 | 4:46 |
| 17.       | 「WEEKEND LOVE」(カラオケ)                                 |                |            |                    | 3:47 |
| 18.       | 「SEXY PACIFIC」(カラオケ)                                 |                |            |                    | 4:31 |
| 19.       | 「SUMMER VACATION」(カラオケ)                              |                |            |                    | 3:56 |
| 合計時間: | 合計時間:                                                  | 合計時間:      | 合計時間:  | 78:37              |      |

#### 2012年版 ボーナス・トラック
| #         | タイトル                                                   | 作詞           | 作曲・編曲 | 編曲               | 時間 |
| --------- | ---------------------------------------------------------- | -------------- | ---------- | ------------------ | ---- |
| 11.       | 「UP TO LOVE」                                             | Ralph McCarthy |            | 村田和人           | 4:35 |
| 12.       | 「WE LOVE YOU」(English Version)                           | Ralph McCarthy |            | 村田和人           | 2:42 |
| 13.       | 「ISLAND」(English Version)                                | Ralph McCarthy |            | 村田和人           | 5:39 |
| 14.       | 「MIDSUMMER TABOO」(「あの波をつかまえて」English Version) | Ralph McCarthy |            | 山下達郎           | 2:07 |
| 15.       | 「LAST TRAIN」(English Version)                            | Ralph McCarthy |            | 村田和人           | 3:51 |
| 16.       | 「SEXY PACIFIC」(English Version)                          | Ralph McCarthy |            | 山下達郎・村田和人 | 4:46 |
| 17.       | 「WE LOVE YOU」(Live Version)                              | 安藤芳彦       |            | 村田和人           | 4:15 |
| 18.       | 「SEXY PACIFIC」(Live Version)                             | 安藤芳彦       |            | 村田和人           | 6:41 |
| 合計時間: | 合計時間:                                                  | 合計時間:      | 合計時間:  | 77:20              |      |

## 参加ミュージシャン
| WE LOVE YOU Drums: 阿部薫 Bass: 山内薫 A.Piano, Hammond Organ: 中西康晴 E.Guitar: 山本圭右 Percussion: 小板橋博司 A. & E.Guitar: 村田和人 Background Vocals: 小板橋博司、山本圭右、村田和人 GIMME RAIN Drums: 阿部薫 Bass: 山内薫 A.Piano, Fender Rhodes, Hammond Organ: 中西康晴 E.Guitar: 山本圭右 Percussion: 小板橋博司 A. & E.Guitar, Background Vocals: 村田和人 ISLAND Drums: 阿部薫 Bass: 山内薫 A.Piano: 中西康晴 E.Guitar: 山本圭右 Percussion: 小板橋博司 Background Vocals: 佐野″高気圧ガール″公美 A. & E.Guitar, Vibraphone, Background Vocals: 村田和人 WEEKEND LOVE Drums: 阿部薫 Bass: 山内薫 A.Piano: 中西康晴 E.Guitar: 山本圭右 Percussion: 小板橋博司 A. & E.Guitar, Background Vocals: 村田和人 あの波をつかまえて Drums: 野口明彦 Bass: 伊藤広規 A.Piano: 中西康晴 E.Guitar: 山下達郎 Percussion: 浜口茂外也 A.Guitar, Background Vocals: 村田和人 | LAST TRAIN Drums: 阿部薫 Bass: 山内薫 A.Piano, Hammond Organ: 中西康晴 E.Guitar: 山本圭右、村田和人 Percussion: 山下達郎 Background Vocals: 小板橋博司、山本圭右、村田和人 SEXY PACIFIC Drums: 青山純 Bass: 伊藤広規 A.Piano: 中西康晴 E.Guitar: 山本圭右 E.Guitar, Vibraphone, Cowbell: 山下達郎 Percussion: 小板橋博司 Background Vocals: 佐野″高気圧ガール″公美 Whistle: Kimmy E.Guitar, Background Vocals: 村田和人 TO-NIGHT Drums: 阿部薫 Bass: 山内薫 A.Piano: 中西康晴 E.Guitar: 山本圭右 Percussion: 小板橋博司 E.Guitar, Background Vocals: 村田和人 I'M LEAVING YOU Drums: 阿部薫 Bass: 山内薫 A.Piano, Hammond Organ: 中西康晴 E.Guitar: 山本圭右 Bottle-Neck guitar: 中野新哉 Percussion: 小板橋博司 A.Guitar, Background Vocals: 村田和人 SUMMER VACATION Drums: 阿部薫 Bass: 山内薫 A.Piano: 中西康晴 E.Guitar: 山本圭右 Percussion: 小板橋博司 Duet Vocals: 竹内まりや A. & E.Guitar, Background Vocals: 村田和人 |

## シングル

### 概要
アルバム『MY CREW』からの先行シングル。A面曲は関西テレビ・フジテレビ系列『モーニングスタジオ 土曜!100%』テーマソングとして使用された。

### 収録曲
| 全作曲・編曲: 村田和人。 |                  |                    |            |      |
| #                        | タイトル         | 作詞               | 作曲・編曲 | 時間 |
| 1.                       | 「WEEKEND LOVE」 | 村田和人・安藤芳彦 | 村田和人   | 3:43 |
| 2.                       | 「UP TO LOVE」   | Ralph McCarthy     | 村田和人   | 4:36 |
| 合計時間:                | 合計時間:        | 8:19               |            |      |

## 参考資料
- 村田和人『MY CREW』（紙ジャケット再発盤・ライナーノーツ）ワーナーミュージック・ジャパン、2012年5月23日。VSCD-1736。